# Аксіоматика
Аксіома́тика (англ. axiomatic system) — система аксіом деякої науки. Наприклад аксіоматика елементарної геометрії містить близько 20 аксіом, аксіоматика числового поля — 9 аксіом. В математиці важливу роль відіграє аксіоматика групи, аксіоматика метричного і векторного просторів. Багато інших сучасних наук також розвиваються на аксіоматичній основі, тобто на базі відповідної системи аксіом (аксіоматики).